# Харадзюку
Харадзюку (яп. 原宿, слушатьо файле) — квартал, расположенный около станции Харадзюку на Линии «Яманотэ» в Сибуя (Токио, Япония). Каждое воскресенье молодые люди одеваются в одежду множества стилей, включая такие, как «лолита», «Visual kei» и в косплей-костюмы, и идут проводить день около Харадзюку. Большинство молодых людей собирается на пешеходном мосту «Дзингу», соединяющем Харадзюку с соседним районом.
Харадзюку — известное место собрания модников. Уличный стиль Харадзюку разрекламирован в японских и международных журналах, например, «Kera», «Tune», «Gothic & Lolita Bible» и «Fruits». Видные модельеры черпают в Харадзюку модные идеи. В квартале расположены множество магазинов, в том числе сети роскошных западных модельеров (Louis Vuitton) и уроженцев Харадзюку.

## Территория
Харадзюку — область между Синдзюку и Сибуя. Местные ориентиры включают штаб NHK, храм Мэйдзи и парк Ёёги.
Квартал состоит из двух улиц, Омотэсандо и Такэсита. Там находятся магазины, в которых можно купить одежду и аксессуары в стилях готическая лолита, visual kei, хип-хоп, панк.
В квартале открылись магазины Louis Vuitton, Chanel и Prada. Иногда о Харадзюку говорят как о «токийских „елисейских полях“». До 2004 года, одна сторона улицы была занята застройкой «до: дзюнкай» — домами, построенными в 1927 году после Великого землетрясения Киото. В 2006 году здания были снесены, их место заменил квартал магазинов «Холмы Омотэсандо» магазины, созданные Тадао Андо.
Область, известная как «Урахара» и глухие улицы Харадзюку — центр японской моды для молодёжи.

## История
История Харадзюку началась в конце Второй мировой войны. Американские солдаты и их семьи начали занимать область, на которой сейчас находится Харадзюку. Поскольку молодые японцы могли в этой области приобщиться к западной культуре, то это место стало её символом.
В 1958 в Харадзюку построили основной массив зданий, и они были быстро заняты модельерами, моделями, и фотографами. В 1964 году, когда в Токио проходили Летние Олимпийские игры, Харадзюку получил новый импульс развития. После Олимпийских игр молодые люди, которые праздно болтались по району, стали называться «харадзюку-дзоки» или «народ Харадзюку». Они начали развивать свою культуру. В итоге, на нынешний момент район Харадзюку является «меккой» моды для жителей Японии.